# Astragalus japonicus
Astragalus japonicus es una especie de planta del género Astragalus, de la familia de las leguminosas, orden Fabales.

## Distribución
Astragalus japonicus se distribuye por el Extremo Oriente ruso y Japón.

## Taxonomía
Fue descrita científicamente por Boiss. Fue publicada en Bull. Herb. Boissier 6: 664 (1898).